# 幻の蛍
『幻の蛍』（まぼろしのほたる）は、2022年7月9日公開の日本映画。
作品の舞台となった富山県では、JMAX THEATERとやまにて、6月24日より先行上映が行われ、6月24日から26日の3日間にかけて、出演者と監督による舞台挨拶も行われる他、作品の主な舞台である下新川郡朝日町では、同年7月3日にあさひコミュニティホールアゼリアで舞台挨拶付き特別上映会が行われる。
本作の舞台と同じ富山県出身の伊林侑香にとっては、初の監督映画作品となる。
キャッチコピーは『一緒に見た光を、たぶんずっと覚えてる。』。

## あらすじ
14歳の中学生、中山かなたは、夏休みのある日「夏休みの思い出作りに、おばあちゃんち行ってくれば？」と提案され、気乗りしないまま祖母、吉乃の家に行くことに。そこで待っていたのは、離れ離れになった妹の有田すみれであった。

## キャスト
- 中川かなた - 野岸紅ノ葉
- 有田すみれ - 池田埜々耶
- 絹川沙都 - 岩井堂聖子
- 小野寺咲 - 椿原愛
- 中川吉乃 - 山口詩史
- 中川奈保 - 菊池亜希子
- 有田和樹 - 吉沢悠

## スタッフ
- 監督 - 伊林侑香
- 助監督 - 内田知樹
- 脚本 - 伊吹一
- 音楽 - モリマツコウスケ
- 主題歌 - 中山うり『ホタル』（A.O.I/Tuff Beats）
- プロデューサー - 福田賢志、保坂直希
- 撮影・照明 - 渡辺浩章
- 録音 - 北野愛有
- 衣装・ヘアメイク - 河合里美
- 題字 - 緒形直人
- 配給・宣伝 - イハフィルムズ
- 制作プロダクション - コトリ
- 製作幹事 - zoo
- 特別協賛 - BARON
- 協賛 - 富山テレビ放送、北日本新聞社、FMとやま、特定医療法人財団五省会
- 製作 - 「幻の蛍」製作委員会（堀江車輌電装、zoo、コトリ）

## 主なロケ地
富山市
- 猿倉山森林公園
- 八尾ほたるの里農村公園

下新川郡入善町
- 入善駅

下新川郡朝日町
- 旧・富山県立泊高等学校
- 朝日町立さみさと小学校
- さゝ郷ほたる交流館
- 正覚寺
- 神向橋